# Alvydas Duonėla
Alvydas Duonėla, född den 27 juni 1976 i Skuodas i Litauiska SSR i Sovjetunionen (nu Litauen), är en litauisk kanotist.
Han tog bland annat VM-guld i K-2 200 meter i samband med sprintvärldsmästerskapen i kanotsport 2001 i Poznań.